# Хан дере
Хан дере (на гръцки: Ξενόρρευμα, Ξενόρευμα, Ксеноревма, или Ξενόρεμα, Ксенорема, до 1940 година Χάν Ντερέ или Χαν Δερέ, Хан дере) е бивше село в Егейска Македония, в Гърция, разположено на територията на дем Синтика, област Централна Македония.

## География
Селото е било разположено на 210 m надморска височина в началото на Рупелския пролом на десния бряг на Струма.

## История
В края на XIX век Хан дере е село в Демирхисарска кааза на Серския санджак и е населено с турци юруци.
След Балканските войни селото попада в Гърция, но през войните е разсипано. При гръцкото преброяване от 1913 година няма жители. В 1920 година е присъединено към новосъздадената общнина Орта махала заедно със селата Дере махала, Ашая махала и Тополница. Обновено е в 1924 година, когато в него са настанени гърци бежанци. В 1940 година е прекръстено на Ксинорема. Селото пострадва през Втората световна война и след края ѝ, тъй като е гранично, възобновяването му не е позволено. Заличено е в 1951 година.
| Година    | 1913 | 1920 | 1928 | 1940 | 1951 | 1961 | 1971 | 1981 | 1991 | 2001 | 2011 | 2021 |
| --------- | ---- | ---- | ---- | ---- | ---- | ---- | ---- | ---- | ---- | ---- | ---- | ---- |
| Население | 0    |      | 50   | 88   |      |      |      |      |      |      |      |      |

В 1968 година местността е прекръстена отново, този път на Анапавтирон (Άναπαυτήριον).